# Поладян, Каджайр Смбатович
Каджайр Смбатович Поладян (1925 — 1992) — советский футболист, нападающий, полузащитник.
Выступал за ереванские команды «Динамо» (1948—1953) и «Спартак» (1954—1958). В чемпионате СССР в 1949—1950 годах провёл 62 матча, забил четыре гола. Ещё один гол забил в аннулированных матчах 1948 года.
Финалист Кубка СССР 1954 года.
Участник Спартакиады народов СССР 1956 года в составе сборной Армянской ССР.
Работал юношеским тренером.